# 西班牙
40°27′49″N 3°44′57″W / 40.46366700000001°N 3.74922°W
西班牙王国（西班牙語：Reino de España），通稱西班牙（西班牙語：España），是位於欧洲西南部的君主立宪制国家，首都及最大城市为马德里。其大部分领土位于伊比利亚半岛上，占到了伊比利亚半岛总面积之六分之五。西班牙其他领土还包括大西洋的加那利群岛、地中海的巴利阿里群岛以及非洲的休达和梅利利亚。该国大陆南部与直布罗陀接壤；东南部靠地中海；北倚法国、安道尔和比斯开湾；西边是葡萄牙和大西洋。按面积算，西班牙为欧洲联盟的第二大国家，也是人口第四多的欧盟成员国。
大约42,000年前，现代人类首次抵达伊比利亚半岛。古老的伊比利亚和凯尔特部落以及其他当地民族居住在该地区，与外国地中海文化保持联系。古时盛产金、银、铜、锡等多种矿产，在迦太基征服伊利比亚后成为其远征罗马期间的重要助力。第二次布匿战争后为罗马统治，建立希斯帕尼亚行省。西罗马帝国衰亡后，中欧和北欧部落向伊比利亚半岛迁移，西哥特人在五世纪成为半岛的主导力量，建立西哥特王国。八世纪初，半岛的大部分地区被倭马亚哈里发征服，在伊斯兰统治早期，安达卢斯成为以科尔多瓦为中心的半岛主导力量。公元732年，在图尔战役中铁锤查理阻挡了信奉伊斯兰教的倭马亚王朝对法兰克王国的侵袭，终结了穆斯林势力在欧洲的扩张。之后在法国等国家的扶植下，伊比利亚北部出现了几个基督教王国，其中主要是莱昂、卡斯蒂利亚、阿拉贡、葡萄牙和纳瓦拉向南进行了断断续续的军事扩张，被称为收复失地运动，使得伊利比亚再次皈依基督教，这场战争最终以基督教国家击灭格拉纳达酋长国而告终。
1492年，西班牙王国建立，随后其开始殖民扩张，開啓了大航海時代并于1581年吞并葡萄牙王国后达到极盛。帝国广袤的疆域使得現今全球有5億人口使用西班牙语，令西班牙语成为世界上总使用人数第三多、母語人數第二多的语言。17世纪的三十年战争后，西班牙开始衰弱，之后被法国，英国，荷兰数次击败，沦为欧洲二流国家。1898年，美西战争中的西班牙丧失几乎所有海外殖民地，国内对于王室的专制愈发不满。1931年西班牙爆发骚乱，国王阿方索十三世被迫退位，4月14日西班牙第二共和国建立。然而由于左右翼矛盾极为尖锐，西班牙内战于5年之后爆发。1939年，右翼势力取得全面胜利，共和国政府倒台，独裁者佛朗哥执政。佛朗哥在位期间，用巧妙的外交手段避开第二次世界大战并在冷战中倒向美国。1955年西班牙加入联合国，进入全球市场，其经济发展与工业化速度大大加快，1975年时已成为一个较为富裕的工业国家。1977年，在胡安·卡洛斯的推动之下，西班牙民主化并加入欧盟，经历了深刻的经济、政治和社会变革。
今天的西班牙是议会民主制和君主立宪制国家，国王费利佩六世为国家元首。它是混合资本主义发达经济体，以名义GDP和购买力平价计算，为世界第十六大经济体。 西班牙还是联合国、欧盟、欧元区、欧洲委员会(CoE) 、二十国集团（G20）、伊比利亚美洲国家组织(OEI)、地中海联盟、北约(NATO)（实际加入）、经济合作与发展组织 (OECD)、欧洲安全与合作组织 (OSCE)、世界贸易组织(WTO) 和许多其他国际组织的成员。近些年受经济危机影响在发达国家裡失业率偏高。
此外，西班牙在古籍譯為「日斯巴尼亞」、「以西巴尼亞」、「以西把你亞」，《聖經》曾譯為「士班雅」。

## 历史

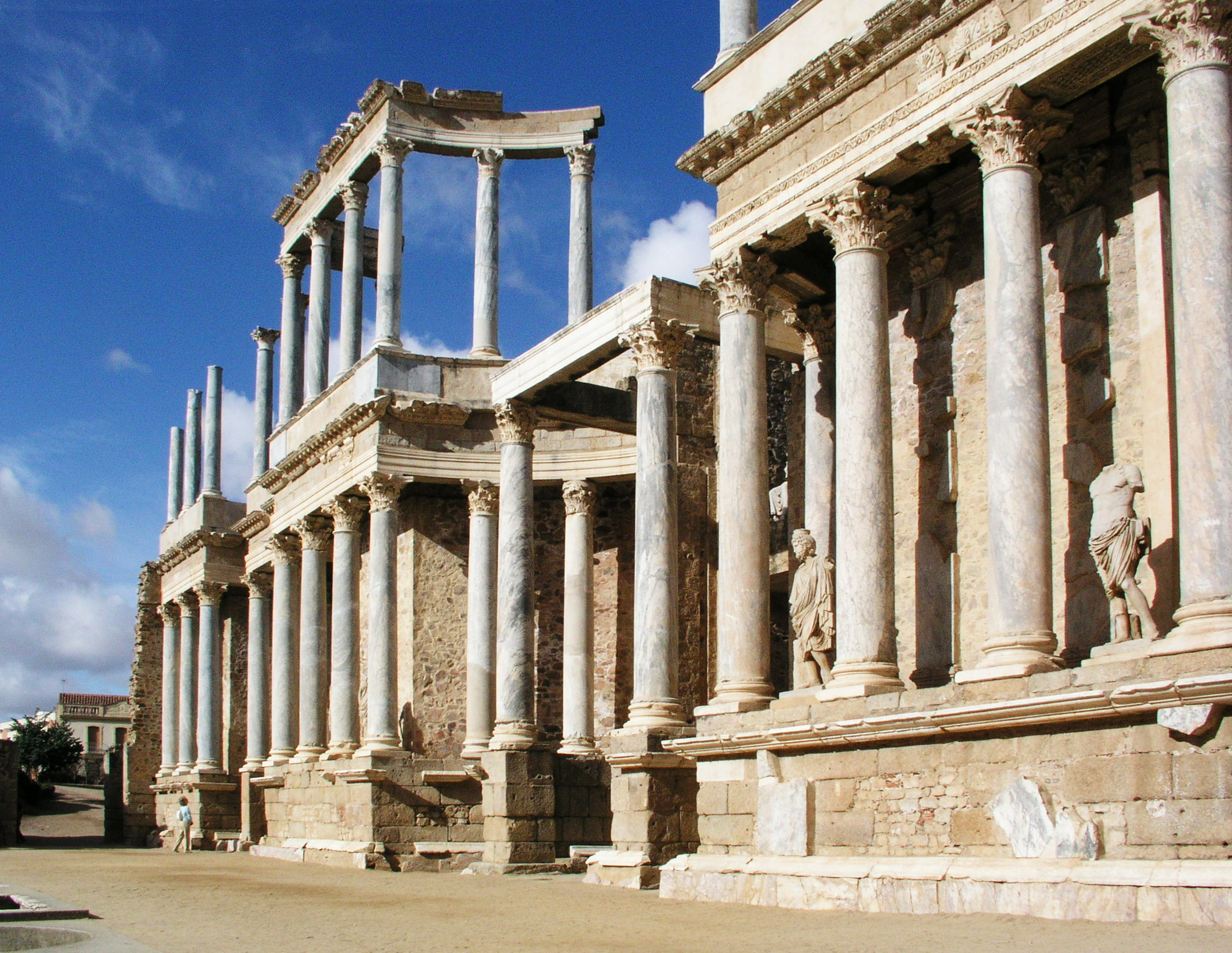
梅里達 (西班牙)

西班牙历史开始于伊比利亚的史前時期，其间经历了全球帝国──西班牙帝国兴衰，如今为主權獨立的君主立憲制國家，欧盟成员国。
公元711年，柏柏尔人和阿拉伯人的军队（西班牙人统称他們为摩尔人）入侵，并征服了几乎整个伊比利亚半岛。在接下来七百五十年之中，独立的穆斯林国家相继建立，而穆斯林控制的区域被称为阿尔-安达卢斯。同时，北方弱小的基督教国家在天主教势力支持下展开對半岛漫长的收复运动，史称收复失土运动。随着1492年取下格拉纳达，该运动宣告落幕。收复失土运动使伊比利半島形成了眾多基督教王國，為首的是卡斯提爾王國、阿拉貢王國、納瓦爾王國、葡萄牙王國。除上述四國外，還有卡斯提爾國王兼任君主的萊昂王國、加里西亞王國、托雷多王國、穆爾西亞王國、科爾多瓦王國、哈恩王國、塞維利亞王國、格拉納達王國、阿斯圖里亞斯親王國、阿拉瓦侯國、比斯開莊園、莫利納莊園（以上諸國與卡斯提爾王國形成卡斯提爾联合王国）；阿拉貢國王兼任君主的巴塞隆那伯國、瓦倫西亞王國、馬略卡王國（以上諸國與阿拉貢王國形成阿拉貢联合王国）。
1469年，卡斯提爾公主伊莎貝拉與阿拉貢王子費迪南聯姻，1474年，伊莎貝拉即位為卡斯提爾女王伊莎貝拉一世，1479年，費迪南即位阿拉貢國王費迪南二世，兩人的聯姻使兩人得以共同統治絕大部分西班牙領土，史稱天主教双王。直到費迪南二世強行兼併上納瓦拉地區，成為西班牙全境唯一的君主，從而使西班牙達成統一，然而在1833年之前，西班牙境內的眾多王公各據一方，並未正式形成為單一主權國家。
1492年，天主教双王拿下格拉纳达的同一年，双王也資助冒險家克里斯托弗·哥伦布首次扬帆出海寻找新大陆，揭开了西班牙殖民帝国興盛的序幕。著名的异端裁判所也在这时建立，大批不愿改宗天主教的犹太人和穆斯林被驱逐出国。
伊莎贝拉和费迪南分别于1504年和1516年驾崩后，他们的女儿胡安娜和胡安娜的长子卡尔继承两国王位，称胡安娜女王和卡洛斯一世国王，母子共治，西班牙实现了事实上的统一。事实上胡安娜因被怀疑精神失常而被关在一家修道院里，实际掌权的君主只有卡洛斯一人。胡安娜于1555年驾崩后，卡洛斯成为唯一君主，特拉斯塔马拉王朝灭亡。
在接下来三个世纪裡，西班牙諸國成为全球最重要殖民勢力。它是文艺复兴时期欧洲最强大的国家，同时也是16世纪大部分时间裡最強大的海權國家。西班牙文学和艺术、各种学术研究和哲学，都在这时繁盛起来。西班牙諸國在美洲建立幅员广阔的帝国，从加利福尼亚延伸至巴塔哥尼亚，此外还包括西太平洋上多个殖民地。在殖民地源源不断的财富支持下，西班牙諸國卷入欧洲多次宗教战争和政治紛爭中，在这期间，它取得但是最后又失去了廣闊的领土，包括：部分尼德兰、意大利、法国和德意志，并先後与法国、英国和瑞典爆发了战争，並讓尼德蘭在八十年戰爭後獲得獨立國家的地位。在腓力四世的統治下，西班牙在地中海、北非和土耳其帝国进行了数场战争。西班牙和諸國在欧洲的眾多战争導致西班牙经济上的重大损失；在17世纪的下半叶，哈布斯堡皇室腐敗的统治最终导致了帝国的衰落。衰敗以西班牙王位继承战争为标志，这场战争最终使西班牙从欧洲的领导地位上滑落，但它仍然是個具优势的殖民国家。
18世纪，西班牙新的王朝──波旁王朝建立，由於大部分的阿拉貢王國諸國貴族於西班牙王位继承战争中反對波旁王朝出身的費利佩五世，因此費利佩五世繼承西班牙諸國的王位後頒布新基本法令，1707年至1716年間相繼取消阿拉貢、加泰隆尼亞、瓦倫西亞、馬略卡等國的議會與自治立法權，使上述諸國納入卡斯提爾王國的管轄，阿拉貢王國消滅。波旁王朝的统治者曾努力的复兴该国家，并取得了一些成功，这种成功在对美国独立战争的介入中达到了顶峰。但在18世纪末，局势又开始逆转。18世纪和19世纪之交的法国大革命和拿破仑战争在全欧洲引起了混乱，1808年，半島戰爭爆發，法蘭西皇帝拿破崙一世讓他的兄長約瑟夫·波拿巴（即何塞一世）成為西班牙國王，頒布巴約訥規約，使「西班牙王國」第一次成為這個國家的正式稱呼，但戰爭的失敗使這個新生政權迅速覆滅。1812年，效忠波旁王朝的加的斯議會所通過的「1812年西班牙憲法」，亦沿用「西班牙諸國」作為國號，然而1813年12月，波旁王朝復辟後，費迪南七世卻廢除「1812年西班牙憲法」。
半島戰爭使得西班牙本土對於美洲殖民地的控制力減弱，使得西班牙諸國於美洲的殖民地使以相继独立。1836年憲法使得伊莎貝拉二世成為西班牙諸國女王，此後西班牙一直是正式國號，未再變動。1869年憲法授與阿瑪迪奧一世成為西班牙國王，從「西班牙諸國」到「西班牙王國」的轉變，象徵這個國家進一步的統一。然而半島战争之后，西班牙在代表自由主义、保守主义和其他派别的政党的相互纠缠中变得软弱不堪，各政党都没有足够的力量组成长期的政权以有效的解决国内的问题。民族主义运动在帝国最后的殖民地古巴和菲律宾中出现，导致西班牙和美国发生了美西战争，结果在19世纪末，西班牙失去了其最后几块殖民地。
20世纪初，西班牙的政局越来越动荡，1931年，君主制被廢除，西班牙第二共和国建立，而後1936年爆发了血腥的西班牙内战。内战最后使弗朗西斯科·佛朗哥领导的民族主义独裁登台，西班牙共和國被廢除，並掌握着西班牙政權到1975年。西班牙在二战時作為中立国，不过许多西班牙志愿者都出现在了战争双方的阵营当中。战后时期国内局势相对稳定（但是还发生了注目的巴斯克民族解放運動），在60年代和70年代经历了经济的快速增长。1975年，佛朗哥去世，由胡安·卡洛斯王子带领的波旁王室回到国内。尽管国内的紧张局势仍然存在（如穆斯林移民问题和巴斯克地区问题），但在前西班牙國王胡安·卡洛斯在位期间实行了民主改革與現代化，是欧洲生活水平提高快速的地区之一。現今西班牙為欧盟成员国之一，并主办過1982年FIFA世界杯及1992年夏季奥运会。2020年8月因胡安·卡洛斯一世涉貪流亡海外，引發民眾上街示威要求廢除君主制。

## 地理

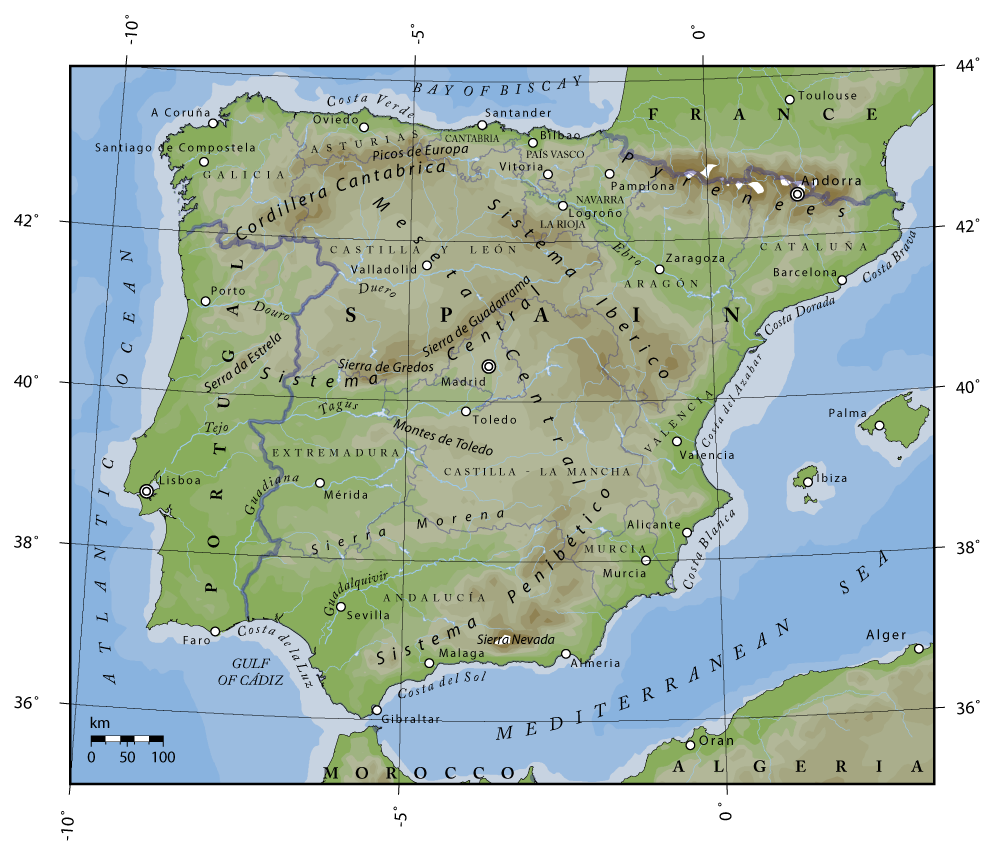
西班牙地形圖

西班牙位於伊比利亞半島上。地形多山，梅塞塔高原是構成高原與多山地的主幹，西班牙的最高峰是泰德峰，海拔3,718米。北有庇里牛斯山與法國為界。東有地中海。北有大西洋的比斯开湾。地中海式气候，阳光充足，春秋多雨，年平均降水500－1500毫米。
西班牙氣候可分作下列四環：
- 溫帶地中海型氣候：西班牙東部與南部多屬亚热帶氣候，春、秋皆為雨季，夏季溫度令人感到舒適。
高溫紀錄：梅西亞47.2℃，馬拉加44.2℃，華倫西亞42.5℃，阿利坎特41.4℃，馬略卡岛40.6℃，巴塞罗那39.8℃，埃尔格拉纳多46.6℃。
低溫紀錄：加隆拿−13.0℃，華倫西亞−7.2℃，穆尔西亚−6.0℃，阿利坎特−4.6℃，馬拉加−3.8℃，巴塞罗那 -1.0℃
- 內陸的温带大陆性氣候：西班牙北部地區擁有寒冷的冬季（通常會降雪）及炎熱的夏季。
高溫紀錄：塞维利亚47.0℃，科尔多瓦46.6℃，巴达霍斯45.0℃，阿爾巴塞特與薩拉戈薩42.6℃，馬德里42.2℃，布尔戈斯41.8℃，巴利亚多利德40.2℃。
低溫紀錄：阿爾巴塞特−24.0℃，布尔戈斯−22.0℃，萨拉曼卡−20.0℃，特鲁埃尔−19.0℃，馬德里−14.8℃，塞维利亚−5.5℃。
- 北大西洋沿海氣候的温带海洋性气候：夏季氣候和暖，降雨量主要集中在冬季。
高溫紀錄：畢爾包42.0℃，拉科魯尼亞37.6℃，希洪36.4℃。
低溫紀錄：畢爾包−8.6℃，奧維多−6.0℃，希洪與拉科魯尼亞 −4.8℃。
- 加納利群島：地中海型氣候，全年氣溫通常在18℃與24℃之間。
高溫紀錄：特内里费42.6℃。
低溫紀錄：特内里费8.1℃。

## 行政區劃
西班牙的二級行政區劃為自治區，位階相當於美国的州。西班牙的自治區共有17個，自治區之下共劃分為50個省，其中有7個是轄區內僅有一省的「單省自治區」；自治市則有2個（休达、梅利利亚），均位於鄰接摩洛哥的地中海沿岸。省及自治市內轄有若干市鎮，截至2016年全國共有8124個。西班牙另在地中海擁有3個主權地（Plazas de soberanía），由中央政府直接管治。

## 領土糾紛

### 直布罗陀
西班牙政府至今要求英國交還西班牙南部一個面積極小的半島即直布羅陀。1704年，英國在西班牙王位繼承戰爭中征服了直布羅陀。由於戰爭失利，西班牙遂於1713年簽訂的《烏得勒支和約》中將直布羅陀永遠割讓予英國。戰後多年來，直布羅陀的人民一直希望繼續接受英國統治，並在多次公投中以絕對多票支持英國的統治。聯合國於方案2231（XXI）及方案2353（XXII）中要求英國及西班牙就直布羅陀問題達成協議以結束殖民狀態。西班牙政府宣稱聯合國的解決方案凌駕於《烏得勒支和約》之上，因此作出了收回領土的要求。除統治權問題外，疆界劃分亦令兩國爭議不斷。目前聯合國承認直布羅陀為非自治領土。
目前也因為2016年的英國去留歐盟公投，直布羅陀96%選民選擇留在歐盟，引發西班牙再次對其主權申索主張，也是英國脫歐談判卡關的原因之一，因為西班牙鄰近直布羅陀的地區之人一部分至此工作、旅遊，英國脫歐後可能使這些更不方便。

### 其他國家聲稱在西班牙擁有主權的地區
摩洛哥聲稱擁有非洲北部的休達、梅利利亚及無人居住地區戈梅拉岛、胡塞马群岛、舍法林群岛及佩雷希爾島等島嶼。摩洛哥指上述地區是由西班牙於摩洛哥無法自我保護時奪去，在此之前摩洛哥未與西班牙簽定任何條約割讓該等土地。西班牙則稱上述土地乃在回教勢力入侵，即公元711年前西班牙王國的一部分。西班牙亦指摩洛哥只為地理原因要求得到該批土地。埃及對西奈半島的主權與土耳其對伊斯坦堡的擁有權常被視為西班牙主張的支持論點。
葡萄牙從未認可西班牙於奧利文薩的主權，原因是1815年的維也納會議規定西班牙需將該土地還予葡萄牙，西班牙則指維也納會議決策的先決條件是要維持巴達荷茲條約的完整。

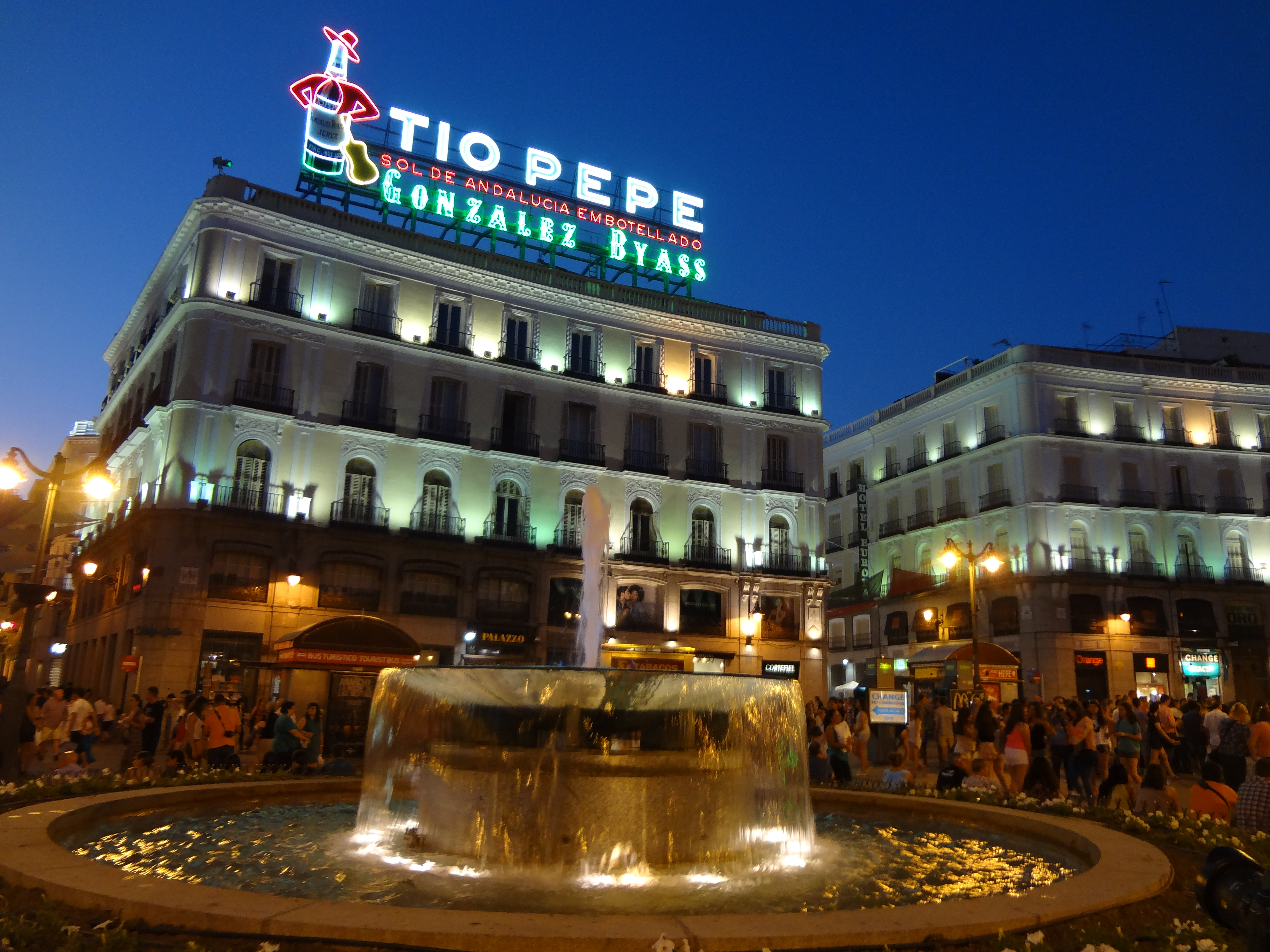
马德里太阳门

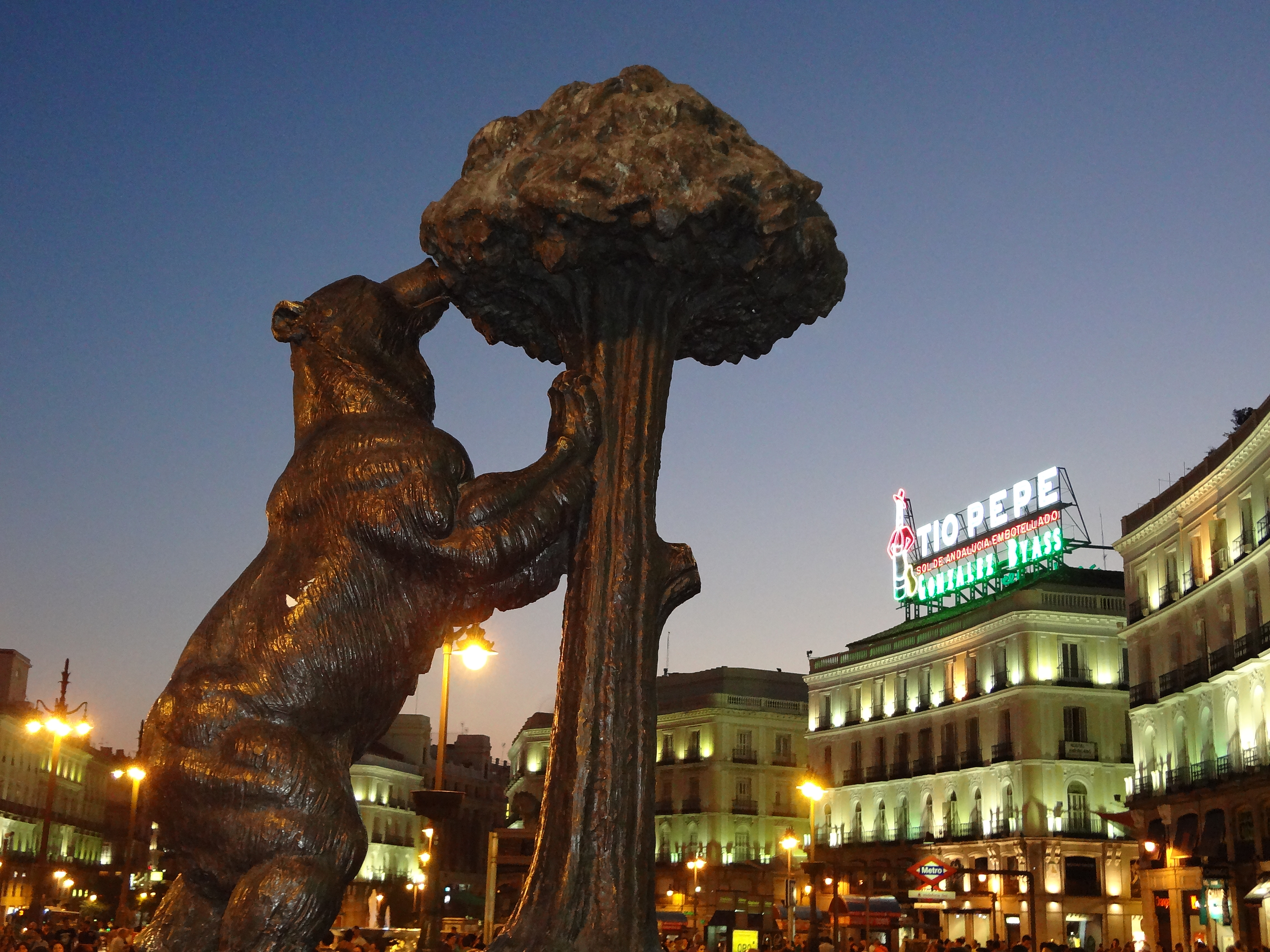
马德里太阳门

## 獨立運動
加泰隆尼亞獨立運動是西班牙境內的獨立運動，其目標是將加泰隆尼亞獨立出西班牙成為主權國家。今日相對於西班牙其他地區，加泰隆尼亞在文化發展上更獨立自主。作為當地第一母語的加泰隆尼亞語，與西班牙語同為西班牙的官方語言，兩者雖然同是屬於印歐語系拉丁語族，卻有明顯的差異。加泰隆尼亞是西班牙國內經濟比較發達、獨立意識也是比較鮮明的地區，多數人認為其他地區在免費分享他們的經濟成果。2014年9月11日，數十萬人在加泰隆尼亞自治區首府巴塞隆納遊行，要求舉行獨立公投。
2014年11月9日加泰隆尼亞舉辦無法律效力的獨立公投，因屬違憲公投，投票所沒有投票權人名冊，只要拿身份證就可以到任何一個投票所投票，最後，共有兩百二十萬人上街投票（投票率約40%）。其中，80.7%贊成完全脫離西班牙獨立，11.1%贊成與西班牙組成聯邦，4.6%贊成維持統一。西班牙政府表示，公投違法。憲法法院在9月29日做出裁決說，憲法法院將審查這項公投的合法性，這事實上等於是技術性阻止和擱置了公投計劃直到永遠。
2017年10月27日，经加泰罗尼亚地方议会表决，以70票赞成、10票反对、2票弃权的结果单方面宣布加泰罗尼亚从西班牙独立。并由政府主席普伊格德蒙特签署独立宣言，正式建立“加泰罗尼亚共和国”。但未得到國際社會承認。加泰罗尼亚独立宣言通过的数小时内，西班牙参议院便以压倒性的票数通过启动宪法155条议案，強行接管加泰隆尼亞地區并強制解散加泰隆尼亞地方議會。此次尋求獨立的行為也引發西班牙憲政危機及政治動盪并持續至今。

## 经济

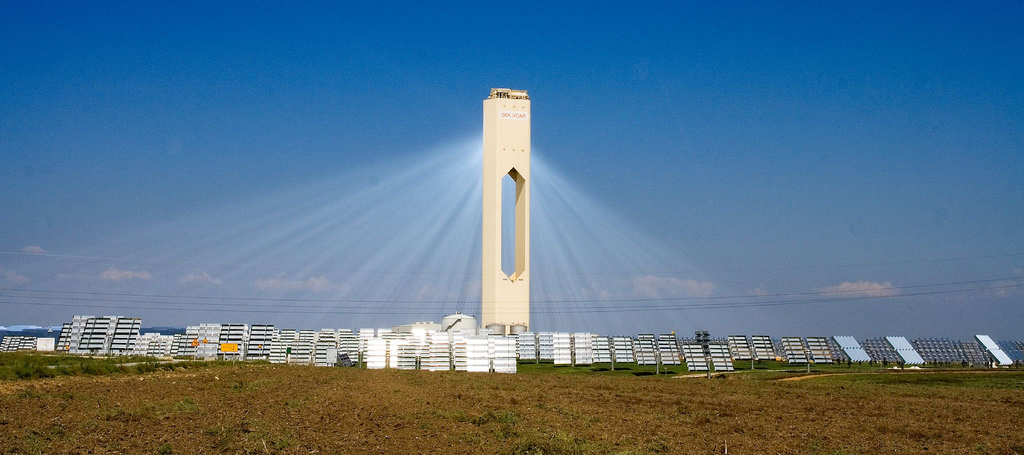
西班牙11百萬瓦的PS10太陽能發電塔

西班牙在世界范围内属于发达的工业国，属于东扩前的舊已開發欧盟内部較贫穷的国家。不過和东欧的欧盟新成员相比，如匈牙利（中歐）、波兰、罗马尼亚等，西班牙要更富裕先進。2024年西班牙名目國內生產毛額(GDP)計1兆5,931億3,600萬歐元，較上(2023)年增長6.3%，其中內需對GDP貢獻2.8%(較上年增加1.1%)，外需對GDP貢獻0.4%(較上年減少0.6%)；近年來，西班牙觀光業持續成長、移民人口增加、政府推動之家庭與企業經濟補助措施、勞工與退休金改革以及歐盟復甦計畫資助等政策均促使西國維持GDP成長動力。

### 工业
西班牙的制造业发达。西班牙是世界造船国，也是汽车生产大国，但仅拥有少量的民族品牌。西班牙比较广为人知的轿车品牌是西亚特。
著名皮具及時裝品牌罗意威於1846年在西班牙首都马德里創立。平價時裝品牌飒拉，全球70多個國家擁有超過3100家分店，為歐洲最大的時裝零售商。和飒拉属于同一个集团的Massimo Dutti创办于1985年，飒拉和Massimo Dutti都属于西班牙著名集团印地紡。

### 觀光业

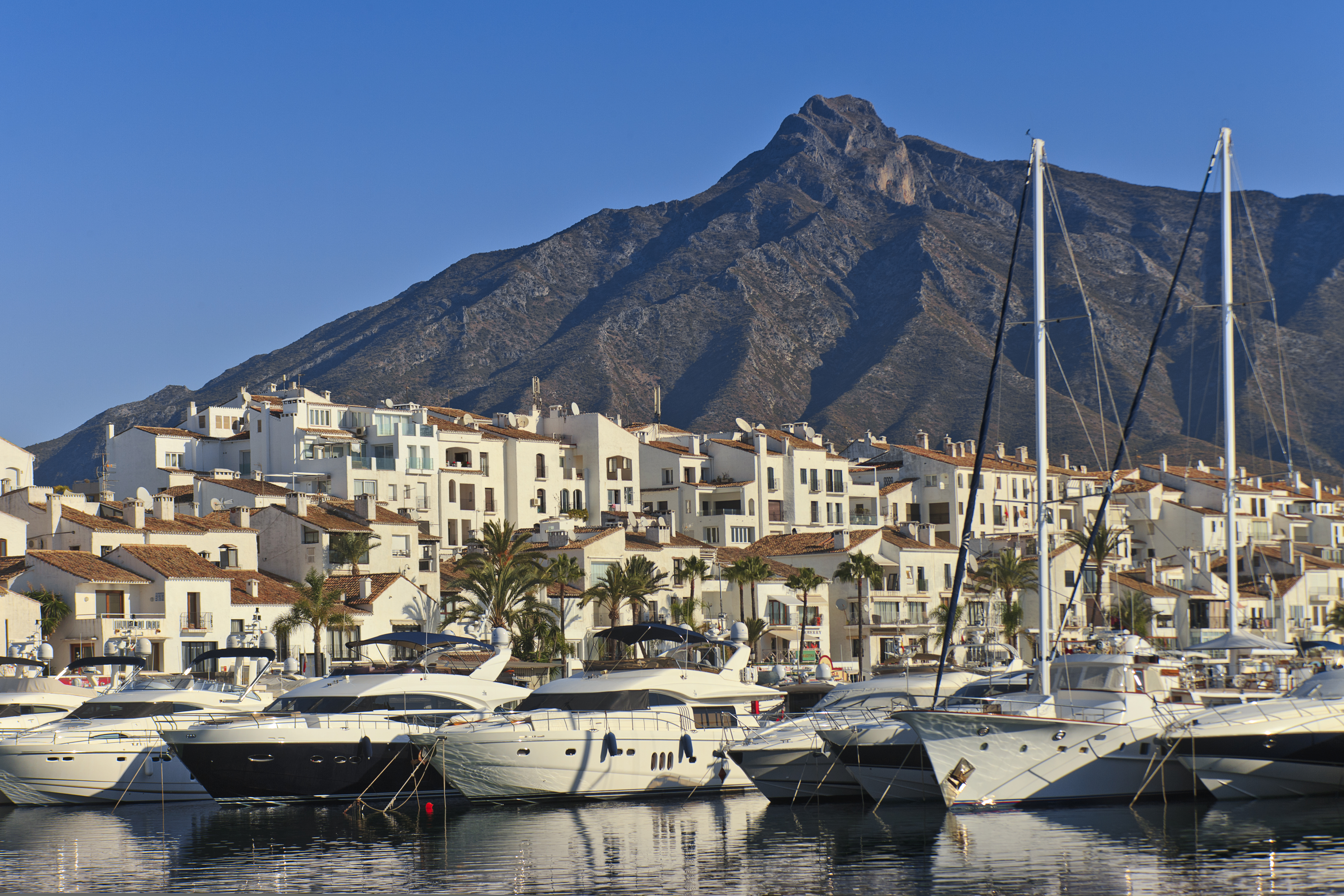
马贝拉

西班牙在欧洲和世界上是非常著名的旅游胜地，有着很舒适的地中海气候并且阳光充足，是很多旅行者的度假天堂。在2010年西班牙的觀光人口数量达到了5千3百万，排到在全世界第四位，仅次于第一位的法国、第二位的美国和第三位的中国，在2010年觀光业在西班牙国家的国内生产总值占8.9%，并且在觀光业上的年收入总值世界排名第二位，仅次于美国。世界經濟論壇（WEF）每兩年公布一次《全球旅遊與觀光競爭力報告》，2015年西班牙首次登上「全球最具旅遊競爭力」國家的冠軍寶座，更是專家認為對觀光客最友善的國家。

### 失业率
西班牙近年来的经济改革效果卓越，不過失业率持續高升。根据统计，到2013年3月底，西班牙共有620万人失业，失业率高达27.2%，为近19年来最高，也是17个欧元区国家中最高失业率，在2017年12月失業率為16.4%。

### 社会福利
西班牙实行12年免費教育，大专院校众多，一方面因为国家设立奖学金令一般大眾的後代就学普及，另一方面为了接受大量的外籍学生。社会福民接受教育的权利，贫困户和低收入户的儿女上学完全免费。
西班牙的医疗费用在一般的情况下完全免费，例如西班牙公民或者是持有西班牙本地合法有效证件并有合法工作（留学生簽证不包括在内）的人都可以免费享受医疗保险，包括他们的子女。購买药物的时候政府会與病人共同承擔藥費。
在多人口家庭（指的是一家人里面人数多于5个人，也就是说父母算2个人在加上3个孩子）国家会给予一定的帮助和补助。除了像普通家庭一样的免费教育以外，到了大学，普通家庭还是要交一小部分的学费（西班牙称作注册费），然而多人口家庭就可以享用到独特的价格。

### 貨幣
西班牙使用歐元；歐元面世前使用比塞塔，硬幣面額有1、5、25、100和500比塞塔，紙鈔面值有200、500、1000、2000、5000、10000比塞塔。歐元對比塞塔的兌換率為1:166.386。

## 交通運輸

### 水運
西班牙內河不利航行，海運卻很發達，與世界各大港口之間，都有忙碌的貨運。11個海港年貨運量都在1000萬噸以上，阿爾赫西拉斯吞吐量4000多萬噸。阿爾赫西拉斯也是西班牙最重要的客運港，每年數以百萬計的旅客從這裡乘船，越過直布羅陀海峽，前往非洲。

### 航空
西班牙的航空事業非常發達。共有民航機場47個，26個為國際機場。15個機場的客運量在200萬人次以上。馬德里的巴拉哈斯機場每年客運量6000多萬人次，与巴塞羅那的埃尔普拉特机场、馬略卡島上的帕尔马机场是全國三大機場。西班牙不僅國際航線密集，國內航班也很頻繁。馬德里到巴塞羅那每半小時就有一航班，便捷的航空有力地促進了旅遊業。

### 铁路
西班牙的鐵路主要為1,668毫米的寬軌線路以及采用标准轨距的高速铁路。铁路基础设施由国营的Adif管理与持有，普速铁路由西班牙國家鐵道網公司（RENFE）運營。同时西班牙已建成全球第二大的高速铁路网络，1992年，馬德里到塞維利亞之間的高速鐵路投入運行；2008年馬德里和巴塞羅那之間也開通了高速鐵路。目前高速鐵路3974千米，普通鐵路17074千米，客運量50億人次，貨運3090萬噸。目前西班牙高铁由Renfe，Ouigo和Iryo三家公司运营。

### 公路
截至2015年，西班牙公路總長達16.6萬公里，高快速公路約1.7萬公里。公路網覆蓋全國，客運量13.08億人次，貨運能力6956萬噸，貨運車輛530萬輛。

## 政治
西班牙是君主立宪制政体，有世袭的君主和两院。国王为国家元首和三軍統帥、宗教领袖。参议院和众议院两院掌握立法权。首相（正式名称为政府主席）领导的政府行使行政权。首相由国王提名，并由国王任命。
目前西班牙實行的是1978年西班牙憲法，這是西班牙的第一部民主憲法，内容由時任議長蘭德里諾·拉維萊·阿西納等法律界專家起草，於1978年實施，結束了將近40年的佛朗哥獨裁時期，是西班牙向民主體制轉變的重要里程碑。該部憲法規定西班牙的國家主權屬於全體西班牙人民，政體是議會制君主立憲制，西班牙君主是虛位元首，君主代表國家但不享有實權，行政權由首相掌理，立法權則由國會參、眾議院掌理。然而，西班牙憲法在落實後遇到多次挑戰。例如20世紀末的巴斯克分離主義，以及歷史悠久的加泰隆尼亞分離主義所導致的憲政危機，使《西班牙憲法》第155條的認受性受到挑戰。

### 行政區劃
西班牙全國劃分為17個自治區及2個自治市，下設50個省。
- 安達盧西亞
- 阿拉貢自治區
- 阿斯圖里亞斯
- 巴利阿里群島
- 巴斯克自治區
- 加那利群島
- 坎塔布里亞
- 卡斯蒂利亞-拉曼恰
- 卡斯蒂利亞-萊昂
- 加泰罗尼亚
- 埃斯特雷馬杜拉
- 加利西亞自治區
- 馬德里自治區
- 穆爾西亞自治區
- 納瓦拉
- 拉里奧哈
- 瓦倫西亞自治區
- 休達自治市
- 梅利利亞自治市

## 人口
截至2016年7月，西班牙人口为46,468,102；根據2015年7月統計，拥有西班牙国籍人数为41,996,253。永久居留西班牙外籍人士（移民及难民）约为4,426,811，占总人口的9.54%。

### 语言

青色为西班牙语（卡斯蒂利亚语），橙色为加泰罗尼亚语（瓦伦西亚语），红色为奥克语，蓝色为加利西亚语，青绿色为阿斯图里亚斯-莱昂语，灰色为巴斯克语

西班牙有四种主要的语言，除了西班牙語為全國的官方语言外，其餘三種為地區級官方語言：
- 西班牙语（又称卡斯蒂里亚语），通行於西班牙全国各地。
- 加泰罗尼亚语（又称巴伦西亚语），用于加泰罗尼亚、瓦倫西亞和巴利阿里群岛。
- 巴斯克语，用于巴斯克地区和纳瓦拉部分地区。
- 加利西亚语，用于加利西亚地区。

加泰罗尼亚语、加利西亚语和卡斯蒂利亚语（后者通常被称为“西班牙语”）都来源于拉丁语，并有各自的方言。而巴斯克语则与其余三种语言有不同的起源，现在认为巴斯克语是已经消亡的伊比利亚语族的最后火种，在罗马人到达伊比利亚半岛前被广泛使用。同时还存在还有其它一些现在仍在使用的罗曼语族方言，如在阿斯图里亚斯和部分莱昂地区使用的阿斯图里亚斯语或称Bable，在部分阿拉贡地区使用的阿拉贡语，在加泰罗尼亚西北角的阿兰山谷使用的奥克语（阿兰方言）。在美国的西班牙人使用的是在西班牙西南部的方言。

### 宗教

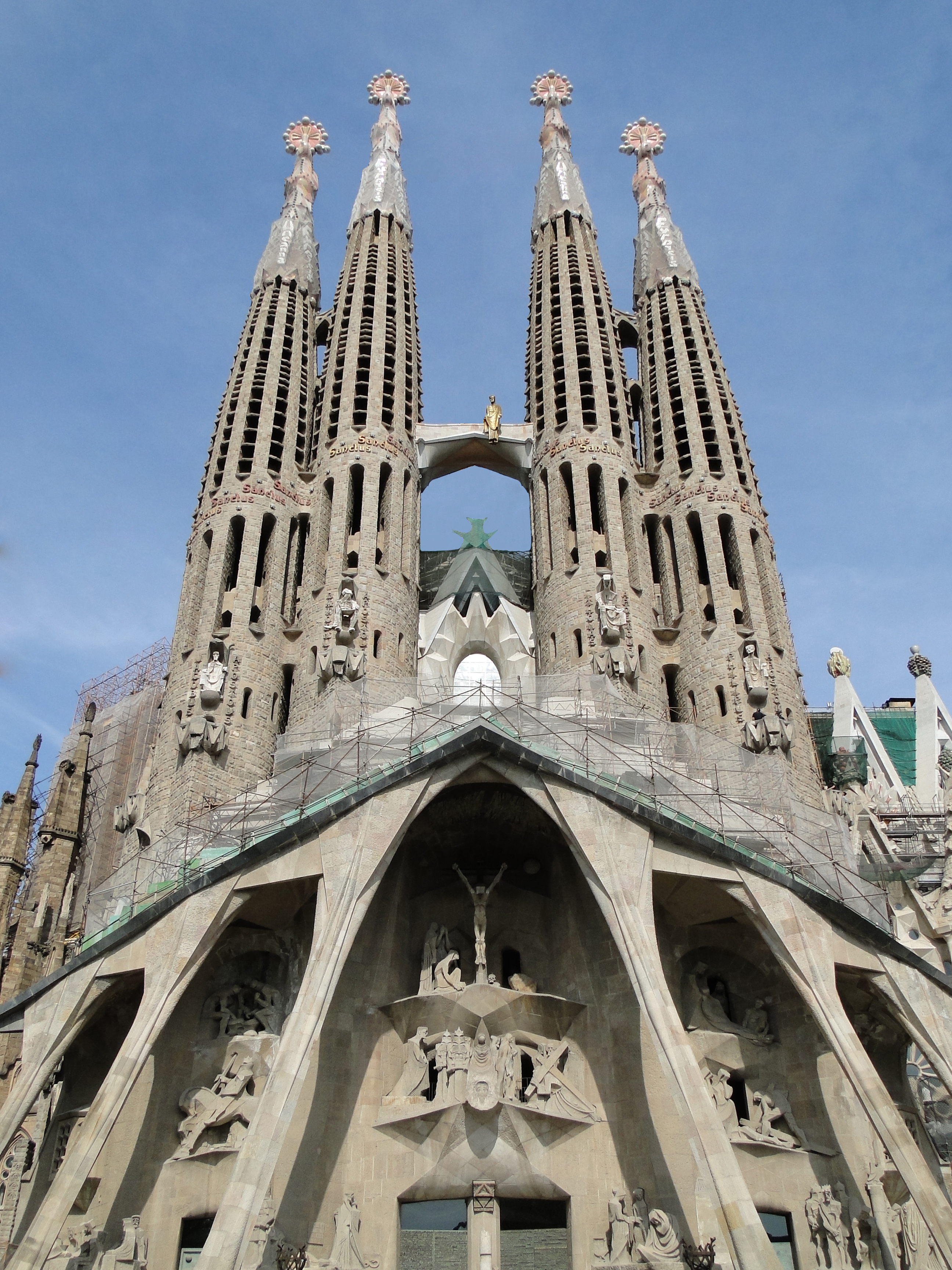
位於巴塞羅那的聖家堂

西班牙人主要信仰天主教，现代也有大量无信仰人士和其他宗教信徒。

### 城市
西班牙有许多世界知名旅游城市，如马德里、巴塞隆納、瓦倫西亞等。以下為西班牙前二十大城市：
| 排名 | 城市                      | 行政區       | 人口 (2014) |
| ---- | ------------------------- | ------------ | ----------- |
| 1    | 馬德里                    | 馬德里       | 3,165,235   |
| 2    | 巴塞隆納                  | 加泰罗尼亚   | 1,602,386   |
| 3    | 瓦倫西亞                  | 巴伦西亚     | 786,424     |
| 4    | 塞維亞                    |              | 696,676     |
| 5    | 薩拉戈薩                  |              | 666,058     |
| 6    | 馬拉加                    |              | 566,913     |
| 7    | 穆爾西亞                  |              | 439,712     |
| 8    | 帕爾瑪                    |              | 399,093     |
| 9    | 拉斯帕爾馬斯              |              | 382,283     |
| 10   | 畢爾包                    | 巴斯克       | 346,574     |
| 11   | 阿利坎特                  | 巴伦西亚     | 332,067     |
| 12   | 哥多華                    |              | 328,041     |
| 13   | 巴利亞多利德              |              | 306,830     |
| 14   | 維戈                      | 加利西亞     | 294,997     |
| 15   | 希洪                      | 阿斯圖里亞斯 | 275,735     |
| 16   | 奧斯皮塔萊特-德略布雷加特 | 加泰罗尼亚   | 253,518     |
| 17   | 拉科魯尼亞                | 加利西亞     | 244,810     |
| 18   | 維多利亞                  | 巴斯克       | 242,082     |
| 19   | 格拉納達                  |              | 237,540     |
| 20   | 埃爾切                    | 巴伦西亚     | 230,224     |

## 文化

西班牙的人口密度分佈圖

除了對音樂世界有龐大貢獻（弗拉明戈舞和吉他），西班牙各地擁有五花八門的文化表現如塞爾特傳統與舉世有名的料理與建築。曾經一致地受歡迎的鬥牛卻於今日卻頗受爭議。西班牙民風可說是奔放熱情。在2005年7月3日，西班牙成为全球第三个将同性婚姻合法化的国家。

## 教育

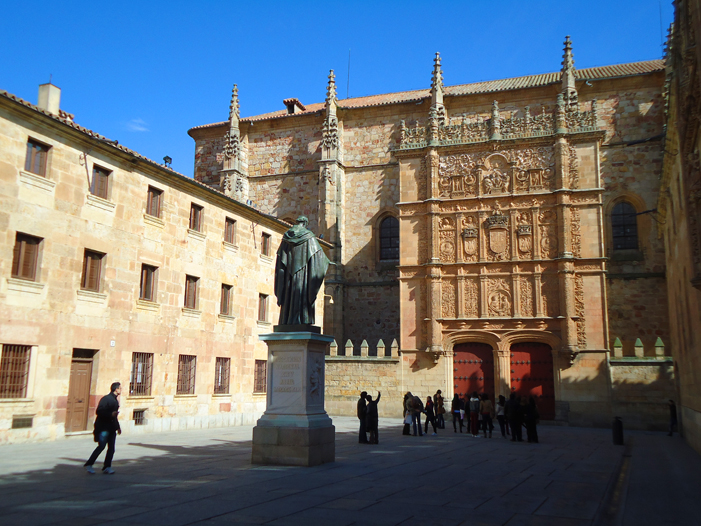
萨拉曼卡大学

一般說來，西班牙的教育是五育均衡的。西班牙是由17個自治區組成的王國，每個自治區是獨立的，所以全國沒有統一的各學科計劃和大綱，有意思的是，西班牙政府嚴格規定了各科的教時。
西班牙的老師有權根據學校的條件、學生的水平、當地的特點，決定他的教學內容和教學方法。這種沒有統一大綱，只有規定時數的做法，既保證了各科教學的時間，又讓各科的教學提供了創造的空間。
在西班牙1992年頒佈的規定裡，學校規定義務教育下，每班學生不得多於25人，而且每周總學習時數25小時，其中體育必須佔3小時。 
西班牙學校每週3小時的體育課，根據學校地理環境的差別，有豐富的教學內容。教学内容包括舞蹈、足球、籃球、排球、藝術體操、體操、田徑、游泳、拳術、柔道。
在西班牙，從上百萬人口的大都市到幾百人口的小山村，學校都有著現代化的體育教學設施，體操館、健身房等，城鄉學校都有。
除了正式的體育課程，西班牙學校的課外活動裡，學生每學期可以選擇學習一個運動項目。4年下來，學生就能學會8個運動項目。
孩子們從10歲起就進入自己喜歡的運動項目，週六參加學校所在地區組織的校際比賽。這些比賽只在周末舉行，持續時間長，往往持續整個學年。
知名大學包括馬德里理工大學、馬德里康普頓斯大學、加泰羅尼亞理工大學、巴塞隆納大學、巴塞隆納自治大學、龐培法布拉大學、ESADE商學院、IE商學院、IESE商學院。

## 体育

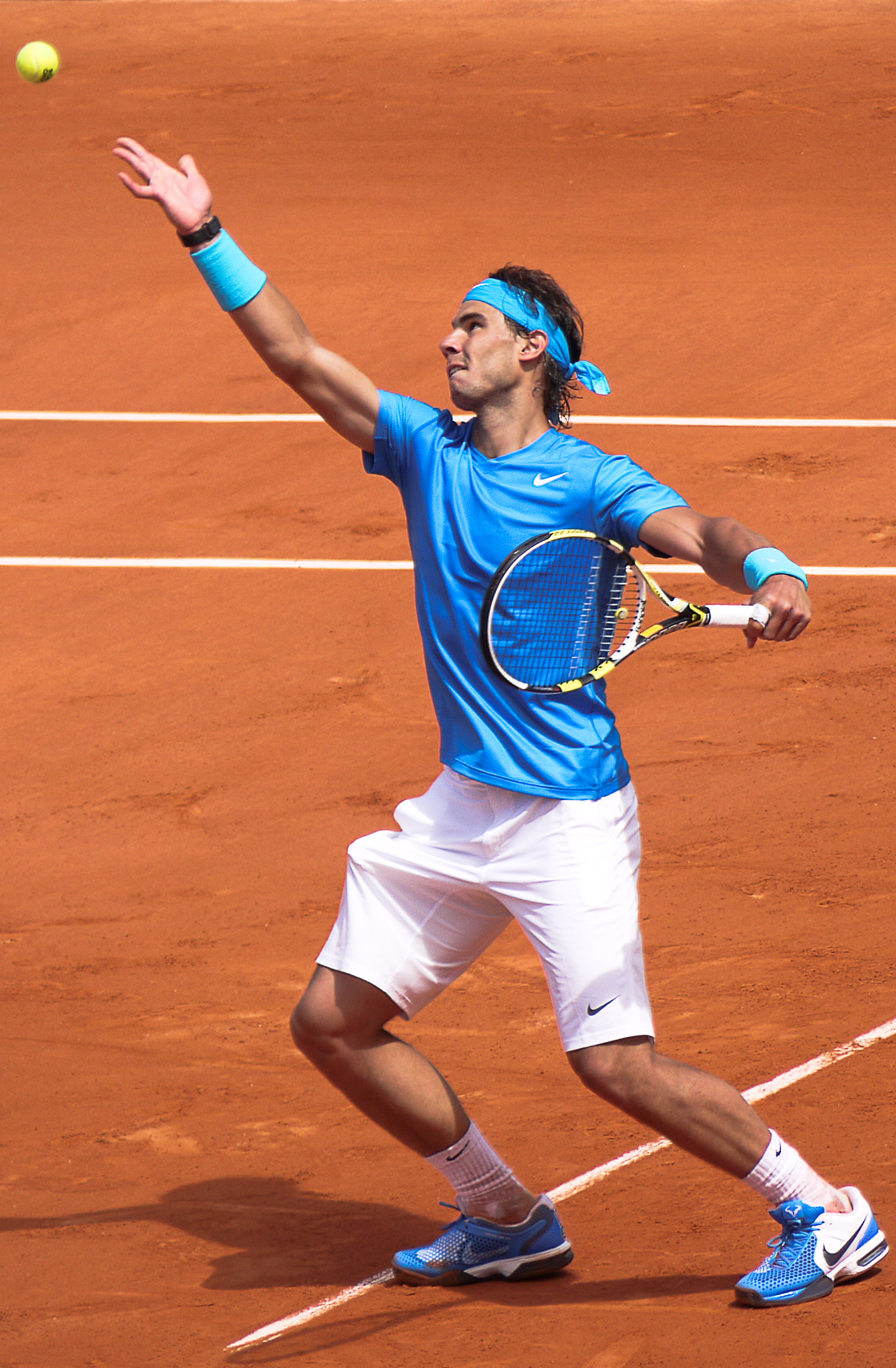
拉斐尔·纳达尔

西班牙於1982和1992年先後舉行世界盃和奧林匹克運動會。

### 足球
西班牙國家足球隊是1964，2008，2012和2024四届欧洲杯冠军，並於2010年南非世界盃足球賽首度夺冠，培养了阿爾弗雷多·迪斯蒂法諾，路易斯·蘇亞雷斯·米拉蒙特斯，布達堅奴，米歇爾，路易斯·恩里克，塞爾希奧·布斯克茨，哈维，伊涅斯塔等世界级球星,西班牙国家女子足球队也取得成功，她们在2023年澳新女子世界杯取得首座国际赛事。俱乐部层面，有着众多百年俱乐部如皇家马德里，巴塞罗那，马德里竞技，塞维利亚以及西班牙人等世界顶级足球俱乐部，在欧洲冠军联赛中也都经常会取得出色的成绩。
- 西班牙足球甲級聯賽
- 西班牙足球乙级联赛
- 西班牙國王盃
- 西班牙超級盃
- 西班牙運動員列表

### 網球
西班牙是網球大國，從90年代就出現了不少網壇名將，在法國網球公開賽與其他紅土賽事，有傑出的表現，如阿蘭查·桑切斯·維卡里奧、康奇塔·馬丁內斯、塞爾希·布魯格拉、卡洛斯·莫亚、阿尔韦特·科斯塔、胡安·卡洛斯·费雷罗、紅土之王的拉斐爾·納達爾和加碧妮·穆古魯扎等等。

### 籃球
西班牙也是篮球大國，從90年代开始出現了不少篮壇名將，在2006年世界籃球錦標賽中西班牙击败希腊队夺下冠軍，在2008年北京奥运会和2012年伦敦奥运会上西班牙在决赛中敗于美国梦之队获得亚军。

### 羽毛球
西班牙进入90年代开始迎来热潮，從90年代就出現第一位女子羽壇名將，在2016年里约奧運會中卡罗列娜·马琳击败印度的普萨拉·文卡塔·辛德胡夺下冠軍，成为西班牙首位“双料冠军”的女子选手。

### 其他活动
- F1：费尔南多·阿隆索
- 魔术：西班牙的纸牌魔术闻名世界，著名的魔术师有阿图罗·阿斯卡尼奥（被誉为西班牙纸牌魔术之父），胡安·塔马里斯
- 世界摩托車錦標賽：馬克·馬爾克斯、豪爾赫·馬丁

## 治安情形

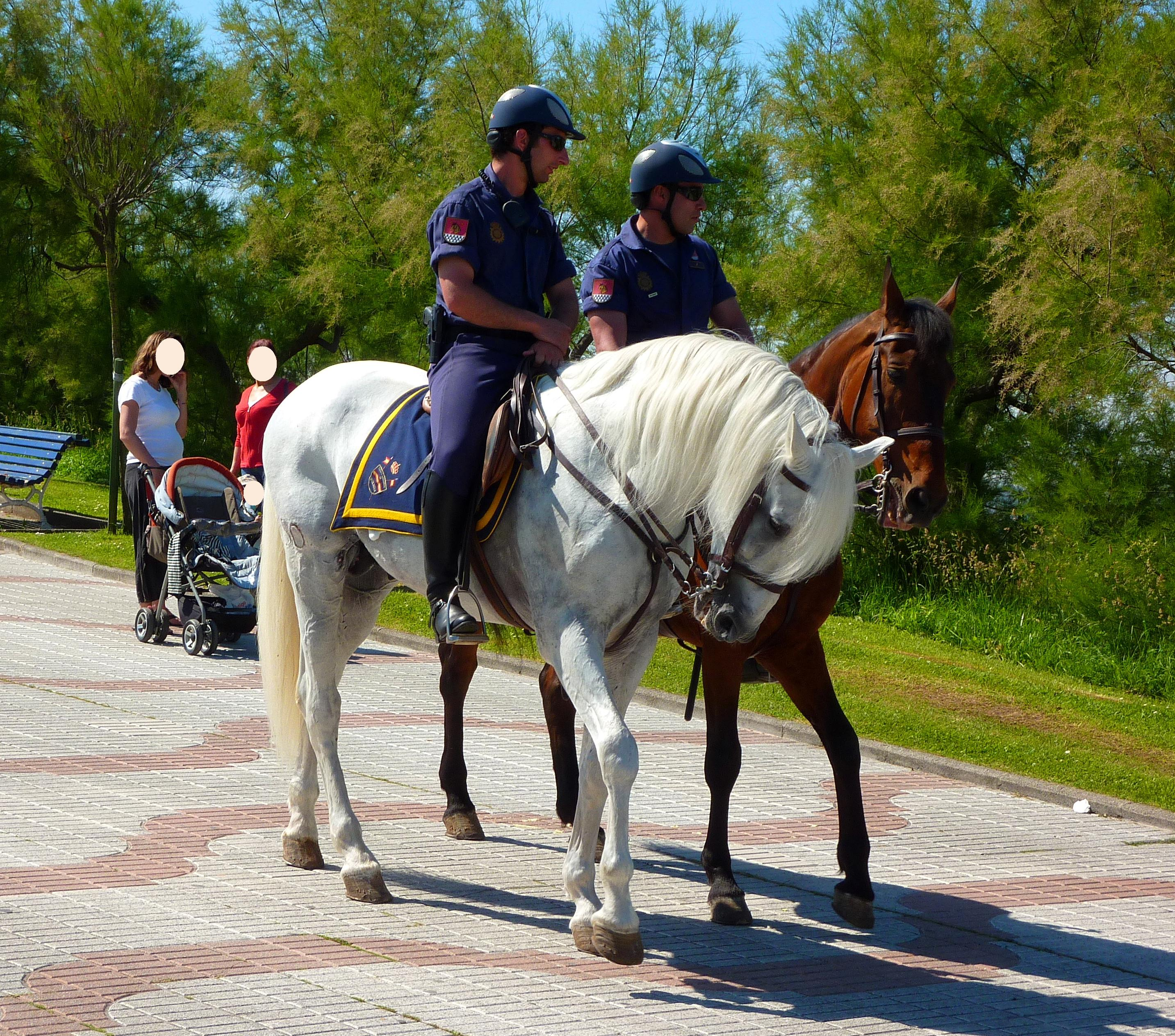
西班牙骑警

近年來因大批來自北非、中南美及東歐國家之移民先以各種渠道偷渡入境西班牙，復以西班牙為橋頭堡轉進歐盟其他國家，或逕於西班牙非法居留淪為無合法居留證件之「非法移民」，並以打黑工或行竊、搶劫、販毒等方式謀生；再者由於西班牙警力不足及缺乏具嚇阻力的法律制裁以及遣返困難等因素，導致西班牙治安急劇惡化。主要大城如馬德里、巴塞隆納、塞维利亚、巴倫西亞治安皆急速惡化，搶竊案件頻傳。歹徒多以外國游客為首要偷搶目標，受害者尤以身懷鉅額現金的旅遊團體及自助旅行者成為主要被害對象。
西班牙搶竊集團犯案率最高、最猖獗之城市為馬德里、巴塞罗那與塞维利亚，歹徒一般都在观光景點附近伺機犯案，如馬德里市區的丽池公園、阿托查火车站附近、太陽門、主廣場、加泰罗尼亚议会大道、普拉多美術館、索菲娅王后国家艺术中心博物馆、哥倫布廣場、西班牙廣場及跳蚤市場（El Rastro）等以及巴塞隆纳桑斯车站、哥特區、加泰罗尼亚广场、聖家族大教堂及毕加索博物馆附近等。外國人最易遭竊或被搶之地點為：觀光勝地、廣場、機場、車站（火車、地下鐵、公車）、車廂、餐廳及娛樂場所等地。
歹徒犯案手法多數皆係遭數名歹徒（一般約3至6人）以下列方式趁當事人不備伺機下手：
- 躲在小旅館（Hostal）入口樓梯間，伺機行搶。
- 在街上、地鐵站車廂出入口、餐廳門口等處先故意推擠。
- 佯裝游客，手中拿著地圖請問方向，或假藉協助提行李，並趁機下手竊走行李內財物。
- 扮成便衣警察，藉故搜查。
- 以衣服被沾污為由，佯裝提供協助。
- 先蓄意戳破車胎後，於協助更換時趁機下手竊走行李。
- 藉故騷擾，使受害人分心或在地下鐵出入口處用力推倒，甚至由身後緊勒受害者脖子使陷入昏迷，再由同夥下手行搶或直接持刀搶劫。
- 停车后注意不要在车内存放贵重物品。常常有人砸车窗，以盗取物品。

近年西班牙經濟嚴重衰退，為降低財政赤字，活絡勞動市場，政府厲行包括勞工法改革、凍結調漲退休金、縮減社福及教育支出等，引起諸多民眾反彈，抗議集會時有可聞。該等集會多屬和平集會，惟偶有場面失控之情。

### 恐怖活動
西班牙巴斯克地區從事分離運動之恐怖組織“埃塔”（ETA）係南歐地區製造恐怖事件最活躍者之一，該組織自1959年成立以來，共計杀死近2000名西班牙政、軍、警界人士及無辜民眾。該組織前後曾於1988年、1992年、1998年、2005年、2006年多次宣布停火，尋求與西班牙政府展開對話，后因不耐談判進程緩慢，再度進行暴力攻擊，以期迫使西班牙政府迅與之進行和談。后於2011年9月5日再次以「開啟民主進程」為由宣布無限期停火，迄今尚無暴力活動跡象，但西班牙政府對該組織確否放棄採暴力措施仍持懷疑態度。最終埃塔於2018年宣佈解除武裝，並與中央政府達成和解，當地恐怖活動才得以平息。

## 交通安全

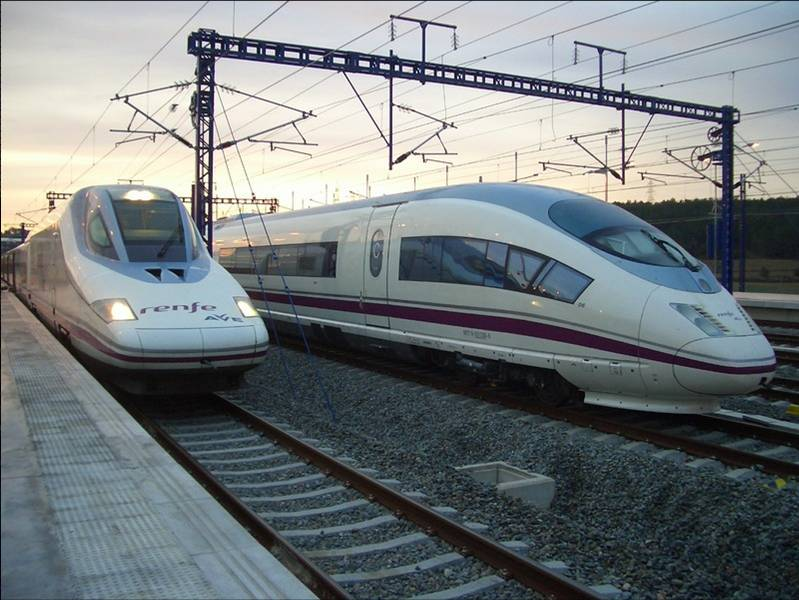
西班牙高速铁路

當地人駕車習慣欠佳，經常超速及酒後開車。主管交通當局為減低層出不窮之車禍事件及所導致之人員傷亡，自2006年夏季開始實施「點數法」並加重處罰，並於高速公路（時速限制120公里）及隧道內加裝控速攝影系統，目前交通情況已有改善。

## 延伸阅读
[在维基数据编辑]
 《清史稿/卷159》，出自趙爾巽《清史稿》